# 東浦町立片葩小学校
東浦町立片葩小学校（ひがしうらちょうりつ かたはしょうがっこう）は、愛知県知多郡東浦町にある公立小学校。

## 校区
- 大字石浜の一部が校区である。公立中学校の場合の進学先は東浦町立東浦中学校である[1]。

## 沿革
- 1872年（明治5年） - 緒川村に郷学校が開校。緒川村、石浜村の児童が通学する。
- 1875年（明治8年）4月 - 石浜村に石浜学校が開校する。
- 1878年（明治11年） - 生路村と石浜村が合併して生浜村となる。
- 1882年（明治15年） - 生浜村が生路村と石浜村に分村する。
- 1883年（明治16年）8月 - 校舎を新築する。
- 1887年（明治20年） -
  - 生路村と石浜村が合併して生浜村となる。
  - 石浜学校と生路学校を統合し、尋常小学生浜学校となる。
- 1889年（明治22年）4月1日 - 町村制施行に伴い、生浜村が分村して生路村と石浜村が発足。
- 1891年（明治24年）4月 - 生路村と石浜村が合併して生浜村が成立。
- 1892年（明治25年）5月 -
  - 生浜村が生路村と石浜村に分村する。
  - 尋常小学生浜学校が生路尋常小学校（生路村）と片葩尋常小学校（石浜村）に分立する。
- 1893年（明治26年）4月 - 高等科を設置し、片葩尋常高等小学校に改称する。
- 1905年（明治38年） - 校舎を増築する。
- 1906年（明治39年）5月1日 - 森岡村の一部、緒川村、石浜村、生路村、藤江村が合併し、東浦村が発足。
- 1908年（明治41年）4月 - 東浦第二尋常高等小学校に改称する。
- 1912年（大正元年）9月 - 片葩尋常高等小学校に改称する。
- 1916年（大正5年）10月 - 校舎を新築する。
- 1934年（昭和9年）5月 - 校舎を増築する。
- 1941年（昭和16年）4月1日 - 片葩国民学校に改称する。
- 1947年（昭和22年）4月1日 - 東浦村立片葩小学校に改称する。
- 1948年（昭和23年）6月1日 - 東浦村が町制を施行し、東浦町となる。同時に東浦町立片葩小学校に改称する。
- 1963年（昭和38年）4月 - 体育館が完成する。
- 1971年（昭和46年）6月 - 新校舎（鉄筋コンクリート造）が完成する。
- 1975年（昭和50年）6月 - プールが完成する。
- 1976年（昭和51年）9月 - 校舎を増築する。
- 1981年（昭和56年）4月 - 東浦町立石浜西小学校を分離する。
- 1985年（昭和60年） - 新体育館が完成する。

## 交通アクセス
- JR東海武豊線石浜駅下車、徒歩約12分。
- 東浦町運行バス循環線（左回り）、循環線（右回り）「片葩小学校西」バス停より徒歩約3分。

## 周辺施設
- 東浦町立東浦中学校
- 東浦町立石浜西小学校
- 石浜西保育園
- 東浦町役場
- 東浦町中央図書館
- うのはな館（東浦町郷土資料館）
- 於大公園
- 東浦石浜郵便局
- 半田信用金庫東浦支店
- 知多中部広域事務組合半田消防署東浦支署
- 武豊線石浜駅